# Gerd Stüwe
Gerd Stüwe (* 1948 in Hiddenhausen, Ortsteil Oetinghausen bei Herford) ist ein deutscher Soziologe und Hochschullehrer. Er lehrt als Professor im Fachbereich Soziale Arbeit und Gesundheit der Frankfurt University of Applied Sciences.

## Leben
Stüwe studierte von 1969 bis 1976 Sozialarbeit sowie Soziologie, Pädagogik und Rechtswissenschaft in Detmold und Bielefeld. Von 1976 bis 1978 war er als wissenschaftlicher Mitarbeiter an der Universität Bielefeld tätig, anschließend bis 1991 beim Institut für Sozialarbeit und Sozialpädagogik. 1982 wurde er promoviert. Seit 1991 ist er Professor für Theorie und Praxis der Sozialarbeit, Migration, Jugendforschung und Sozialplanung an der Frankfurt University of Applied Sciences.
Stüwe war an der Frankfurt University of Applied Sciences Leiter des Weiterbildungsstudiengangs „Erlebnispädagogik in der Sozialen Arbeit“. Er hat sich intensiv mit dem Verhältnis von Erlebnis und Erziehung auseinandergesetzt und es war ihm ein Anliegen Erlebnispädagogik als Handlungsmethode der Sozialen Arbeit herauszuarbeiten.
Als Mitbegründer der Fachzeitschrift „Migration und Soziale Arbeit“ ist er auch heute noch Mitglied des Redaktionsbeirates.
Stüwe hat in verschiedenen Akkreditierungskommissionen von BA und MA Studiengängen als Gutachter mitgewirkt.

## Forschung
Stüwe hat in seinen fachlichen Schwerpunkten zahlreiche Projekte und Publikationen verantwortet. Gemeinsam mit den inzwischen verstorbenen Kollegen Ferchhoff und Dewe hat sich Stüwe seit Mitte der 1970er Jahre an der Professionalisierungsdebatte der Sozialen Arbeit aktiv beteiligt. Professionen bilden nach Stüwe eine Institutionalisierungsform der Relationierung von Theorie und Praxis, in der wissenschaftliche Wissensbestände praktisch-kommunikativ in den Prozess der alltäglichen Organisation des Handelns und der Lösung hier auftretender Probleme fallbezogen kontextualisiert werden.
Weiterhin hat er sich fachlich mit „Lernen und optimaler Erfahrung“ beschäftigt. Lernen als optimale Erfahrung bedeutet, die Bedingungen herauszuarbeiten, die dazu geeignet sind, individuelle Fähigkeiten und situative Anforderungen kompatibel zu gestalten, um somit ein optimales Erleben und eine optimale Erfahrung zu ermöglichen. Stüwe beschäftigt sich speziell mit Tätigkeitsanreizen, deren Aktivitäten nicht auf einen bestimmten Zweck ausgerichtet sind. Er untersuchte, was den Vollzug einer Aktivität so attraktiv macht, dass sie auch ohne gewinnbringende Endergebnisse und Folgen ausgeübt wird und war damit in der Lage zweckfreie Aktivitäten besser verstehen zu können. Damit erklärte er den Zustand der optimalen Erfahrung aus Sicht der Motivationspsychologie und tangiert die Forschungsrichtung der sogenannten „flow-Forschung“, die im Wesentlichen in den letzten 40 Jahren von Mihály Csíkszentmihályi geprägt wurde.
Stüwe hat sich auch mit der Qualifizierung von Schulsozialarbeit befasst. Schulsozialarbeit begreift er als eigenständiges Handlungsfeld der Jugendhilfe, um der Schule ein sozialpädagogisches Profil zu geben. Geht man davon aus, dass Schulsozialarbeit ein Angebot der Jugendhilfe ist, so sind auf rein schulische Zwecke ausgerichtete Maßnahmen nicht zielführend. Eine kontinuierliche Kooperation von Schule und Jugendhilfe ist eine notwendige Bedingung für eine erfolgreiche Arbeit.

## Soziales Engagement
Seit Gründung im Jahre 1995 bis zu seinem Rücktritt im März 2017 war er alleinvertretungsberechtigter Vorstandsvorsitzender der Aktionsgemeinschaft Soziale Arbeit (AGS) e.V. sowie seit ihrer Gründung im Jahre 2011 Gesellschafter der gGmbH „Soziale Arbeit, Kultur, Bildung“ (SAKuBi) im Kreis Offenbach. Dabei ging es darum, handlungsorientiertes Lernen zu erproben (konstruktives Lernen, Erlebnispädagogik, Partizipation, Mediation, Peer-group-education). Vor Stüwes Rücktritt kam es zu – auch juristisch geführten – Auseinandersetzungen zwischen ihm und mehreren Vereinsmitgliedern.
Seit Herbst 2016 bis zu seinem Rücktritt im März 2025 war Stüwe Vorsitzender der Kinderfarm Jimbala in Friedberg/Hessen. Er mitverantwortet seither verschiedene Projekte für Kinder der Friedberger Altstadt. Weiterhin gehört er zu den Initiatoren des Projektes „Friedberg City Garden“. Mit dem Projekt „Friedberger City Garden“ soll langfristig und nachhaltig ein Ort der Begegnung und Verständigung von Menschen unterschiedlicher Kultur, Nationalität und unterschiedlicher Milieus geschaffen werden.

## Werke (Auswahl)
- Lehrbuch Soziale Arbeit und Digitalisierung, 220 S., 2019, Juventa Verlag der Verlagsgruppe Beltz, ISBN 978-3-7799-3832-3, zus. mit N. Ermel
- Lehrbuch Schulsozialarbeit, 404 S., 2017 (zweite überarbeitete Auflage), Juventa Verlag der Verlagsgruppe Beltz, ISBN 978-3-7799-3075-4, zus. mit N. Ermel, S. Haupt
- Lehrbuch „Basiswissen Profession“. Zur Aktualität und kritischen Substanz des Professionskonzeptes für die Soziale Arbeit. Weinheim 2016, 166 Seiten ISBN 978-3-7799-2360-2, zus. mit Dewe, in memoriam W. Ferchhoff
- Professionelles soziales Handeln. Soziale Arbeit im Spannungsfeld zwischen Theorie und Praxis. Juventa Verlag. Weinheim 2011 (Neuauflage), 222 S. zus. mit B. Dewe, W. Ferchhoff, A. Scherr.
- Soziale Stadterneuerung Hünfeld. Integriertes Handlungskonzept. 130 S., Fachhochschulverlag Frankfurt/Main 2004, zus. mit Klaus Schotte
- Soziale Stadterneuerung Fulda – Aschenberg. Zweite Stufe Integriertes Handlungskonzept. 106 S., Fachhochschulverlag Frankfurt/Main 2003, zus. mit Klaus Schotte
- Soziale Stadterneuerung Fulda – Aschenberg. Erste Stufe für ein Integriertes Handlungskonzept. 172 S., Fachhochschulverlag Frankfurt/Main und Fulda 2001, zus. mit K. Schotte.
- Tatort Erlebnispädagogik, 218 S., Fachhochschulverlag Frankfurt/Main. Frankfurt/Main 1998, zus. mit R. Dilcher
- Armutsberichterstattung für die Stadt Hanau. 212 S., Fachhochschulverlag Frankfurt/Main. Frankfurt/Main 1998, zus. mit R. Dilcher
- Zukunft gestalten. Jugendhilfeplanung für die Stadt Hanau. 307 S. (plus Anhang 64 S.), Fachhochschulverlag Frankfurt/Main. Frankfurt/Main 1996, zus. mit R. Dilcher.
- Ist Gewalt ein Massenphänomen? 128 S., 1993, ISS Verlag, Frankfurt/Main
- Punks in der Großstadt, Punks in der Provinz, 124 S., 1993 Leske Verlag, Opladen, zus. Mir Benno Hafeneger und Georg Weigel
- Klischees und Selbstbilder, 146 S., 1988, Express Edition Berlin
- Ausländische Mädchen – Beschreibung der sozialen Situation und Einschätzung von Maßnahmen zur Integration. Expertise für den 6. Jugendbericht, 125 S., 1985 Leske-Verlag, Opladen
- Lebenszusammenhänge von Ausländern und pädagogische Problematik, 234 S., 1984, AJZ-Bielefeld
- Türkische Jugendliche. Eine Untersuchung in Berlin-Kreuzberg, 182 S., 1982, sozial-extra Verlag Bensheim